# Paracrangon abei
Paracrangon abei is een garnalensoort uit de familie van de Crangonidae. De wetenschappelijke naam van de soort is voor het eerst geldig gepubliceerd in 1937 door Kubo.